# Décomposition de jointure sans perte
Dans le domaine de la conception de bases de données, une décomposition de jointure sans perte est une décomposition d'une relation {\displaystyle R} dans des sous-relations {\displaystyle R_{1},R_{2}} de telle sorte qu'une jointure naturelle des deux sous-relations renvoie la relation originale. Il s'agit d'un moyen central pour supprimer en toute sécurité la redondance dans les bases de données tout en préservant les données d’origine. La jointure sans perte peut également être appelée jointure non-additive.

## Critères
Soit {\displaystyle (R_{1},R_{2})} une décomposition d'une relation {\displaystyle R}.
La décomposition est sans perte si et seulement si la jointure naturelle de {\displaystyle R_{1}} et {\displaystyle R_{2}} aboutit à la relation originale {\displaystyle R} (c'est-à-dire, si {\displaystyle R_{1}\bowtie R_{2}=R}).
De manière équivalente, la décomposition est sans perte si et seulement si l'une des sous-relations (c'est-à-dire {\displaystyle R_{1}} ou {\displaystyle R_{2}}) est un sous-ensemble de la clôture de leur intersection. Autrement dit, la décomposition de {\displaystyle R} est sans perte si {\displaystyle R_{1}\subseteq [R_{1}\cap R_{2}]^{+}} ou {\displaystyle R_{2}\subseteq [R_{1}\cap R_{2}]^{+}} est vrai.

### Critères pour plusieurs sous-relations
Plusieurs sous-relations {\displaystyle R_{1},R_{2},...,R_{n}} ont une jointure sans perte s'il existe un moyen par lequel on peut effectuer à plusieurs reprises des jointures sans perte jusqu'à ce que toutes les relations aient été jointes en une seule relation. Une fois que l'on a une nouvelle sous-relation créée à partir d’une jointure sans perte, on ne peut plus utiliser une de ses sous-relations isolées pour se joindre à l’une des autres relations. Par exemple, si on peut effectuer une jointure sans perte sur une paire de relations {\displaystyle R_{i},R_{j}} pour construire une nouvelle relation {\displaystyle R_{i,j}}, on utilisera alors cette nouvelle relation (plutôt que {\displaystyle R_{i}} ou {\displaystyle R_{j}}) pour former une jointure sans perte avec une autre relation {\displaystyle R_{k}} (qui peut avoir déjà été jointe (par exemple, {\displaystyle R_{k,l}})).

## Exemples[5],[6]
- Soit {\displaystyle R=(A,B,C,D)} être un schéma relationnel, avec les attributs A, B, C et D.
- Soit {\displaystyle F=\{A\rightarrow BC\}} être l’ensemble des dépendances fonctionnelles.
- La décomposition en {\displaystyle R_{1}=(A,B,C)} et {\displaystyle R_{2}=(A,D)} est sans perte sous F car {\displaystyle R_{1}\cap R_{2}=A}. A est une super-clé dans {\displaystyle R_{1}}, ce qui signifie que nous avons une dépendance fonctionnelle {\displaystyle \{A\rightarrow BC\}}. En d’autres termes, nous avons maintenant prouvé que {\displaystyle (R_{1}\cap R_{2}\rightarrow R_{1})\in F^{+}}.